# Rüdiger Wolf
Rüdiger Wolf (* 19. November 1951 in Lehrberg) ist ein deutscher politischer Beamter. Er war von 2008 bis 2013 einer der beiden beamteten Staatssekretäre im Bundesministerium der Verteidigung.

## Leben und Bildung
Nach dem Abitur 1971 an der Goetheschule Wetzlar leistete Wolf zwei Jahre Wehrdienst und schied als Oberleutnant der Reserve aus. Es schloss sich von 1972 bis 1977 das Studium der Rechtswissenschaften in Gießen und Freiburg an, das er 1977 mit dem ersten und 1980 mit dem zweiten Staatsexamen abschloss.

## Berufliche Tätigkeit
Wolf war von 1980 bis 1982 als Rechtsanwalt in Wetzlar tätig. Seine Beamtenlaufbahn begann er 1982 in der Bundeswehrverwaltung. Ab 1988 übte er verschiedene Referenten- und Referatsleiterfunktionen im Bundesministerium der Verteidigung aus. Er war u. a. Referent für Parlaments- und Kabinettsangelegenheiten sowie Referatsleiter in der Haushaltsabteilung. Von 2002 bis 2007 leitete er schließlich die Abteilung Haushalt, bevor er zum 1. Januar 2008 zum u. a. für Haushalts- und Rüstungsangelegenheiten zuständigen beamteten Staatssekretär im Bundesministerium der Verteidigung ernannt wurde.
Von 2005 bis 2009 regierte eine große Koalition (Kabinett Merkel I mit Franz Josef Jung als Verteidigungsminister); von 2009 bis 2013 eine schwarz-gelbe Koalition (Kabinett Merkel II; Verteidigungsminister bis zum 3. März 2011: Karl-Theodor zu Guttenberg, danach Thomas de Maizière).
Wolf wurde am 18. Dezember 2013 von Ursula von der Leyen als Staatssekretär entlassen, die am Tag zuvor ihr Amt als Verteidigungsministerin im Kabinett Merkel III angetreten hatte.
Im Februar 2014 wurde bekannt, dass Wolf und Stéphane Beemelmans als Staatssekretäre Ende Dezember 2013 eine Ausgleichszahlung an den Turbinenhersteller MTU in Höhe von 55 Mio. Euro aus der Reduzierung der Eurofighter-Bestellungen genehmigten, ohne de Maizière und ohne vorschriftsgemäß den Haushaltsausschuss des Bundestages hierüber zu informieren. Zwar war dieser nach der Bundestagswahl noch nicht wieder eingesetzt, dennoch erfolgte auch keine Information des übergangsweise eingesetzten Hauptausschusses. Als möglicher Grund wurde angeführt, dass der günstige Deal unbedingt noch im Jahr 2013 abgeschlossen werden sollte.

## Privates
Rüdiger Wolf ist verheiratet, hat drei Kinder und wohnt im Kreis Euskirchen.